# Ctenitis flexuosa
Ctenitis flexuosa là một loài dương xỉ thuộc họ Dryopteridaceae. Loài này được Antoine Laurent Apollinaire Fée mô tả khoa học đầu tiên năm 1869.